# Джамал Мюррей
Джамал Мюррей (англ. Jamal Murray; 23 лютого 1997) — канадський професійний баскетболіст, грає за команду Національної баскетбольної асоціації "Денвер Наггетс". Був гравцем студентської ліги протягом одного сезону, де виступав за команду "Кентуккі Уайлдкетс". На Драфті НБА 2016 Денвер Наггетс вибрала його під 7-м піком першого раунду.

## Раннє життя
Джамал народився у Кітченері. Батько-Роджер Мюррей, народився на Ямайці, емігрував до Канади у дев'ять років, колишній спортсмен, спеціалізувався на легкій атлетиці, але також грав й у баскетбол. Мати-Сильвія Мюррей, молодший брат Джамала — Ламар Мюррей.
Вперше батько дав Мюррею м'яч у три роки, а вже у шість Джамал грав на рівні з 10-річними. В 12-13 років він почав грати проти найкращих гравців шкіл і коледжів. Крім цього, батько також навчав хлопця кунг-фу, включаючи медитацію.

## Кар’єра в середній школі
Мюррей відвідував інститут "Гранд Рівер", пізніше перейшов до "Оранжвіль Преп" в Оранжвіллі, Онтаріо, де його батько працював помічником тренера. Разом з Тоном Мейкером, партнером Мюррея у команді, вони створили дует, який приніс чимало перемог над іншими Американськими школами.

## Кар’єра в коледжі

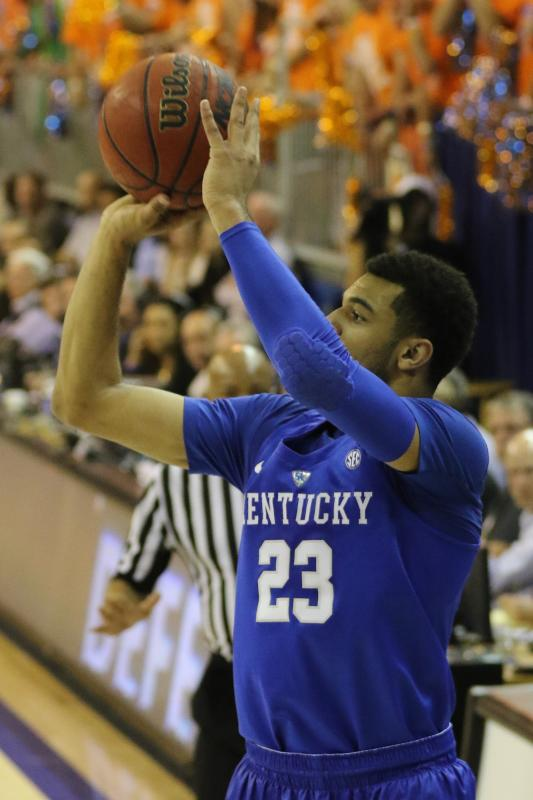
Мюррей у 2016 році

24 червня 2015 року Мюррей офіційно став гравцем коледжу "Кентуккі Уайлдкетс" під тренерством Джона Каліпарі. Джамал зіграв 36 ігор в яких набрав у середньому 20 очок, 5,2 підбори, 2,2 результативні передачі та 1 перехват за гру, проводячи 35,2 хв на паркеті.
У квітні 2016 року Мюррей оголосив участь у драфті НБА, відмовившись від останніх трьох років навчання в коледжі. 

## Професійна кар’єра

### Денвер Наггетс(2016 — н.ч.)
23 червня 2016 року Мюррей був обраний "Денвер Наггетс" на драфті НБА 2016.   9 серпня 2016 року він офіційно підписав свій контракт новачка. 13 листопада 2016 року, у десятій грі сезону він закинув 19 очок проти команди "Портленд Трейл Блейзерс". Вже 22 листопада він покращив свій результат, набравши 24 очки у переможній грі проти "Чикаго Буллз" 110-107. 7 квітня 2017 року він знов оновив свій рекорд, набравши 30 очок, перемігши команду "Нью-Орлінс Пеліканс".
У другому сезоні Мюррей покращив свою статистику, збільшивши середню кількість набраних очей за гру до 16.7 і майже подвоїв середню кількість перехватів за гру (0.6 проти 1.0). 23 січня 2018 року Мюррей забив 38 очок, включаючи вирішальні 3 очки на останній хвилині матчу проти "Портленд Трейл Блейзерс", що допомогли Денвер вибороти перемогу 104-101.
5 листопада 2018 року Мюррей набрав рекордні 48 очок у кар’єрі у перемозі над «Бостон Селтікс» 115-107. Пізніше, Мюррей оновив ще 2 своїх рекорди, зробивши 15 результативних передач у грі проти "Даллас Маверікс" 126-118 і закинувши 9 трьох-очкових у перемозі проти "Фінікс Санс" 122-118.
У перший день періоду вільних агентств Мюррей підписав максимальний контракт на 5-річну угоду з Наггетсами на 170 мільйонів доларів. 

## Статистика

### НБА

#### Регулярний сезон
| Сезон   | Команда | GP  | GS  | MPG  | FG%  | 3P%  | FT%  | RPG | APG | SPG | BPG | PPG  |
| ------- | ------- | --- | --- | ---- | ---- | ---- | ---- | --- | --- | --- | --- | ---- |
| 2016–17 | Denver  | 82  | 10  | 21.5 | .404 | .334 | .883 | 2.6 | 2.1 | .6  | .3  | 9.9  |
| 2017–18 | Denver  | 81  | 80  | 31.7 | .451 | .378 | .905 | 3.7 | 3.4 | 1.0 | 0.3 | 16.7 |
| 2018–19 | Denver  | 75  | 74  | 32.6 | .437 | .367 | .848 | 4.2 | 4.8 | .9  | .4  | 18.2 |
| 2019–20 | Denver  | 59  | 59  | 32.3 | .456 | .346 | .881 | 4.0 | 4.8 | 1.1 | .3  | 18.5 |
| Career  | Career  | 297 | 223 | 29.2 | .439 | .358 | .880 | 3.6 | 3.7 | .9  | .3  | 15.6 |

#### Плей-оф
| Сезон  | Команда | GP | GS | MPG  | FG%  | 3P%  | FT%  | RPG | APG | SPG | BPG | PPG  |
| ------ | ------- | -- | -- | ---- | ---- | ---- | ---- | --- | --- | --- | --- | ---- |
| 2019   | Denver  | 14 | 14 | 36.3 | .425 | .337 | .903 | 4.4 | 4.7 | 1.0 | .1  | 21.3 |
| 2020   | Denver  | 18 | 18 | 39.4 | .510 | .466 | .890 | 4.9 | 6.6 | .9  | .3  | 26.9 |
| Career | Career  | 32 | 32 | 38.1 | .474 | .417 | .896 | 4.7 | 5.8 | 1.0 | .3  | 24.5 |

## Винагороди та досягнення

### Середня школа
- На міжнародній грі Jordan Brand Classic International у 2013 році Мюррей був названий MVP.
- На саміті Nike Hoop 2015 року Мюррей набрав 30 очок і був визнаний MVP. [17] [18]

### Коледж
- Всеамериканська третя команда — AP (2016)
- Перша команда All-SEC (2016)
- Команда першокурсників SEC (2016)
- Команда з усіх турнірів SEC (2016)

### НБА
- Друга команда НБА "Все новачки" : 2017
- Висхідні зірки виклик MVP : 2017
- Новачок місяця західної конференції: жовтень / листопад 2016 р. [19]